# Ghiacciaio Magura
Il Ghiacciaio Magura (in lingua bulgara: Ледник Магура, Lednik Magura) è un ghiacciaio antartico situato nella Penisola Burgas dell'Isola Livingston, nelle Isole Shetland Meridionali, in Antartide. È posto a nord della M'Kean Point, a nordest del Ghiacciaio Srebarna, a sud del Ghiacciaio Iskar e a sudovest del Ghiacciaio Dobrudzha, nel settore nordorientale dei Monti Tangra.
Il ghiacciaio è delimitato a ovest dal Great Needle Peak, a nordovest da Vitosha Saddle, Vihren Peak e Helmet Peak, a nord da Plovdiv Peak e Shishman Peak, a nordest da Devin Saddle e Kuber Peak. Si estende per 3,5 km in direzione sudovest-nordest e 1,9 km in direzione nordovest-sudest. Fluisce in direzione sudest verso lo Stretto di Bransfield.
La denominazione è stata assegnata in riferimento alla Grotta Magura, nella parte nordoccidentale della Bulgaria.

## Localizzazione
Il punto centrale del ghiacciaio è posizionato alle coordinate 62°39′55″S 60°00′05″W. Rilevazione topografica bulgara nel corso della spedizione Tangra 2004/05 e mappatura nel 2005 e 2009.

## Mappe
- South Shetland Islands., su data.aad.gov.au. Scale 1:200000 topographic map. DOS 610 Sheet W 62 60. Tolworth, UK, 1968.
- South Shetland Islands., su data.aad.gov.au. Scale 1:200000 topographic map. DOS 610 Sheet W 62 58. Tolworth, UK, 1968.
- Islas Livingston y Decepción. Mapa topográfico a escala 1:100000. Madrid: Servicio Geográfico del Ejército, 1991.
- S. Soccol, D. Gildea and J. Bath.  Livingston Island, Antarctica., su data.aad.gov.au. Scale 1:100000 satellite map. The Omega Foundation, USA, 2004.
- L.L. Ivanov et al., Antarctica: Livingston Island and Greenwich Island, South Shetland Islands (from English Strait to Morton Strait, with illustrations and ice – cover distribution), 1:100000 scale topographic map, Antarctic Place-names Commission of Bulgaria, Sofia, 2005
- L.L. Ivanov. Antarctica: Livingston Island and Greenwich, Robert, Snow and Smith Islands. Scale 1:120000 topographic map. Troyan: Manfred Wörner Foundation, 2010. ISBN 978-954-92032-9-5 (First edition 2009. ISBN 978-954-92032-6-4)
- Antarctic Digital Database (ADD)., su add.scar.org. Scale 1:250000 topographic map of Antarctica. Scientific Committee on Antarctic Research (SCAR). Since 1993, regularly upgraded and updated.
- L.L. Ivanov. Antarctica: Livingston Island and Smith Island. Scale 1:100000 topographic map. Manfred Wörner Foundation, 2017. ISBN 978-619-90008-3-0